# Conus princeps
Conus princeps är en snäckart som beskrevs av Carl von Linné 1758. Conus princeps ingår i släktet Conus och familjen kägelsnäckor.

## Underarter
Arten delas in i följande underarter:
- C. p. apogrammatus
- C. p. lineolata
- C. p. princeps

## Bildgalleri

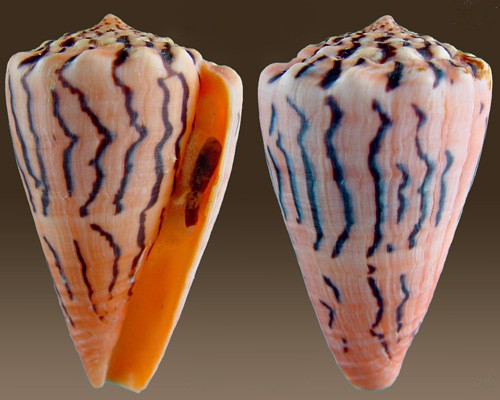
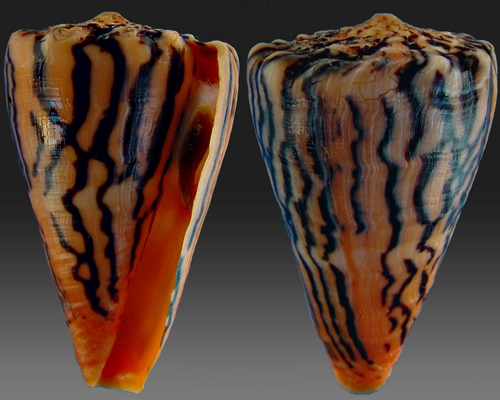